# Ionische orde

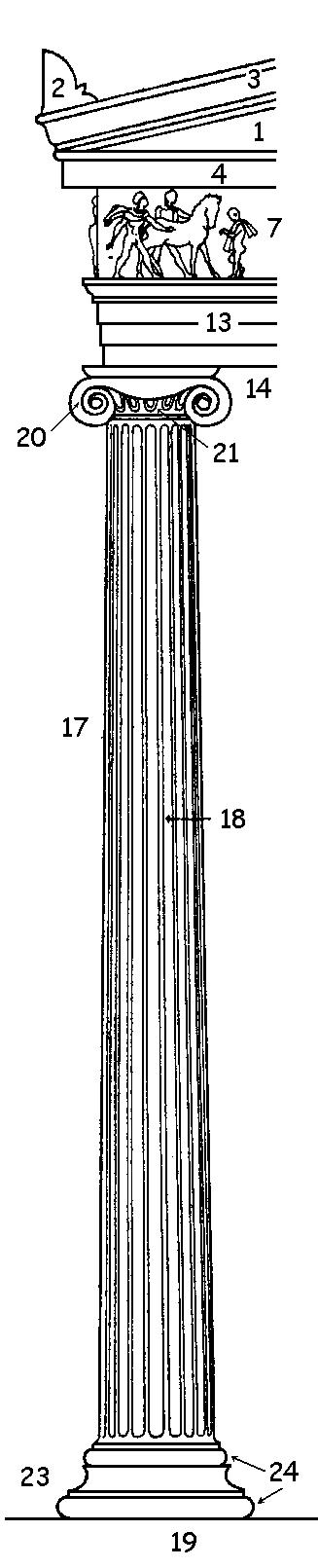
De Ionische bouwstijl

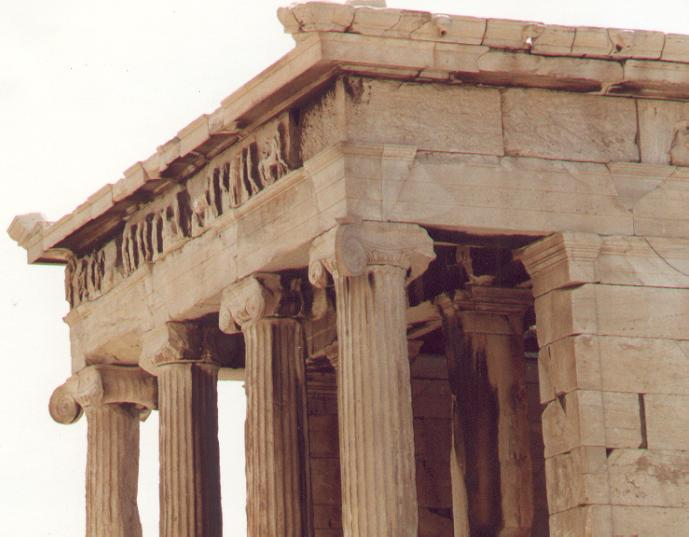
Detail van de Nikè-tempel (Athene, Akropolis)

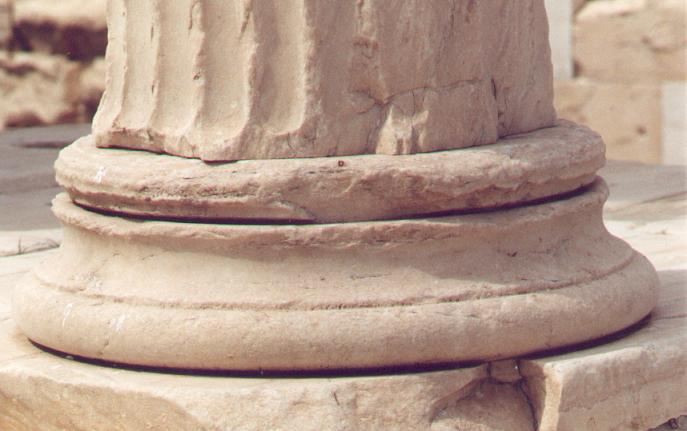
Het voetstuk met basement van een Ionische zuil (Athene, Propylaeën van de Akropolis)

De Ionische orde is een van de drie bouworden uit de Griekse bouwkunst, oorspronkelijk afkomstig van de Ionische eilanden. De ontwikkeling van de orde begint in de vroege zesde eeuw v.Chr.
Vergeleken met de contemporaine Dorische orde is een Ionische zuil vrij slank, 8½ tot 9½ modulen hoog (de "modulus" is de diameter van de zuil aan de basis), met diepere cannelures die van elkaar gescheiden zijn door een vlakke naad.
De meest opvallende kenmerken van de Ionische zuil zijn dat deze op een voetstuk staat en een versierd kapiteel bezit. Het voetstuk bestaat uit een combinatie van holle en bolle sierringen (de torus). Het kapiteel is aan de hoeken versierd met een dubbele volute onder een dunne dekplaat, dit is een voluutkapiteel.
De zuilen dragen de architraaf, waarop meestal een fries loopt van doorlopend, halfverheven beeldhouwwerk.
Omdat de Ionische zuil slanker was, en bijgevolg minder draagvermogen had, hebben de Griekse architecten soms het aantal zuilen verhoogd, ofwel het driehoekige gevelveld (fronton of timpaan) erboven weggelaten.
Vitruvius schreef over het ontstaan van de Ionische orde:

Ze brachten op de zuil de vrouwelijke slankheid over door allereerst de dikte van de zuil een achtste van zijn hoogte te maken, zodat hij rijziger zou lijken. Aan de onderkant van de zuil plaatsten zij bij wijze van een schoen een basis, het kapiteel voorzagen zij van voluten, de rechts en links afhingen als gekrulde lokken in een kapsel, de voorkant sierden ze sierlijsten en slingers gemodelleerd als haren op het voorhoofd en langs de hele tors lieten ze groeven omlaag lopen als plooien in kleding, die vrouwen gewoonlijk dragen.
— Uit een vertaling van Ton Peters

## Italiaanse renaissance
In de Italiaanse renaissancebouwkunst werd de klassieke zuilenorden nieuw leven ingeblazen. Er werd nauwkeurig vastgelegd hoe zuilen en hoofdgestel dienden te worden gedetailleerd. Zo werd ook de Ionische orde in de zestiende eeuw beschreven en getekend door Italiaanse architectuurtheoretici, zoals Sebastiano Serlio in zijn architectuurtractaat (1537-1551), Giacomo Barozzi da Vignola en Andrea Palladio.

## Elementen van de Ionische bouwstijl
(de nummers verwijzen naar de afbeelding)
- [1] fronton (gevelveld) -
- [2] acroterium -
- [3] sima of Cimaas (schuine kroonlijst) -
- [4] geison (horizontale gootlijst) -
- [7] fries (met doorlopend beeldhouwwerk) -
- [13] architraaf (optisch verdeeld in 3 dokoi of horizontale balken) -
- [14] kapiteel (met [20] en [21]) -
- [17] zuilschacht -
- [18] cannelure (met vlakke naad) -
- [19] stylobaat -
- [20] voluten -
- [21] cymatium of "eierlijst" -
- [23] zuilbasement (met [24]) –
- [24] torus (architectuur) (bolle sierring) of scotia (holle sierring)

## Toepassingen van de Ionische orde in Nederland
- Marekerk (Leiden)